# 120-я бригада эскадренных миноносцев
120-я бригада эскадренных миноносцев (сокращённо 120-я БЭМ) — соединение Северного флота ВМФ СССР, действовавшее в 1950-е годы.

## Известные командиры соединения
- С марта 1952 по октябрь 1954 года — контр-адмирал (с 3 августа 1953) Карпенко, Фёдор Ильич[1];
- С октября 1954 по апрель 1956 - капитан 1 ранга Юдин, Андрей Афанасьевич[2]